# Hargeysa
Hargeysa (eller Hargeisa, Hargaysa) beliggende i Woqooyi Galbeed  regionen i den nordvestlige del af Somalia, tæt på grænsen til Etiopien og cirka 150 km sydvest for kystbyen Berbera. Byen er landets næststørste by. Hargeysa er også hovedstad i den selvudnævnte, men ikke internationalt anerkendte, nation Somaliland.
Byen er beliggende i det tørre og bjergrige Ogo-højlande, cirka 1.330 meter over havet, hvilket indebærer at den har et mildere klima end i Adenbugtens kystområde.
I Hargeisa findes der et laboratorie der fungerer som lokalt referencelaboratorium for tuberkulosediagnostik.

## Demografi
I følge UNDP havde byen i 2005 en befolkning på 560.028, mensandre  vurderede Hargeysas befolkning til at være 1,2 million i 2019. Byen er primært beboet af Isaaq, en somalisk klan.